# Challenger de Bratislava II 2021
El torneo Slovak Open II 2021 fue un torneo de tenis perteneció al ATP Challenger Tour 2021 en la categoría Challenger 90. Se trató de la 23.ª edición, el torneo tuvo lugar en la ciudad de Bratislava (Eslovaquia), desde el 8 hasta el 14 de noviembre de 2021 sobre pista dura bajo techo.

## Jugadores participantes del cuadro de individuales
| Favorito | País                        | Jugador           | Rank1 | Posición en el torneo |
| -------- | --------------------------- | ----------------- | ----- | --------------------- |
| 1        | Bandera de Italia           | Stefano Travaglia | 81    | Semifinales, retiro   |
| 2        | Bandera de los Países Bajos | Tallon Griekspoor | 88    | CAMPEÓN               |
| 3        | Bandera de España           | Carlos Taberner   | 95    | Primera ronda         |
| 4        | Bandera de Eslovaquia       | Norbert Gombos    | 110   | Primera ronda         |
| 5        | Bandera de Eslovaquia       | Alex Molčan       | 114   | Semifinales           |
| 6        | Bandera de Francia          | Gilles Simon      | 120   | Baja                  |
| 7        | Bandera del Reino Unido     | Liam Broady       | 121   | Segunda ronda         |
| 8        | Bandera de República Checa  | Tomáš Macháč      | 134   | Primera ronda         |

- 1 Se ha tomado en cuenta el ranking del 1 de noviembre de 2021.

### Otros participantes
Los siguientes jugadores recibieron una invitación (wild card), por lo tanto ingresan directamente al cuadro principal (WC):
- Jonáš Forejtek
- Lukáš Palovič
- Lukáš Pokorný

Los siguientes jugadores ingresan al cuadro principal tras disputar el cuadro clasificatorio (Q):
- Danylo Kalenichenko
- Miloš Karol
- Zsombor Piros
- Dalibor Svrčina

## Campeones

### Individual Masculino
- Tallon Griekspoor derrotó en la final a  Zsombor Piros, 6–3, 6–2

### Dobles Masculino
- Filip Horanský /  Sergiy Stakhovsky derrotaron en la final a  Denys Molchanov /  Aleksandr Nedovyesov, 6–4, 6–4